# Marquise (Terre-Neuve)
Pour les articles homonymes, voir Marquise.
Marquise est une communauté canadienne située sur l'île de Terre-Neuve dans la province de Terre-Neuve-et-Labrador. 